# Lieksa
Lieksa este o comună din Finlanda.